# لری تسلر
لارنس گوردون تسلر ((به انگلیسی: Lawrence Gordon Tesler)؛ زاده ۲۴ آوریل ۱۹۴۵ – درگذشته ۱۶ فوریه ۲۰۲۰) دانشمند کامپیوتر اهل آمریکا بود که در زمینه تعامل انسان و کامپیوتر فعالیت می‌کرد. تسلر در زیراکس پارک، اپل، آمازون و یاهو کار کرد. تسلر اولین شخصی بود که توانست دستور دستورهای مربوط به برش، رونوشت و چسباندن (کپی، پیست و کات) را برای استفاده عموم بنویسد.
زمانی که تسلر در زیراکس پارک بود، کار او شامل اسمال‌تاک، اولین زبان برنامه‌نویسی شی گرا پویا، و جیبسی، اولین واژه پرداز با رابط کاربری گرافیکی (GUI) برای زیراکس آلتو بود. در این مدت، تسلر به همراه همکارش تیم مات، ایده عملکرد کپی و چسباندن و ایده نرم‌افزار بدون حالت را توسعه داد. تسلر در زمانی که در اپل بود، روی اپل لیسا و اپل نیوتن کار کرد و به توسعه آبجکت پاسکال و استفاده از آن در ابزارهای برنامه‌نویسی کاربردی از جمله مک‌اپ (MacApp) کمک کرد.

## زندگی

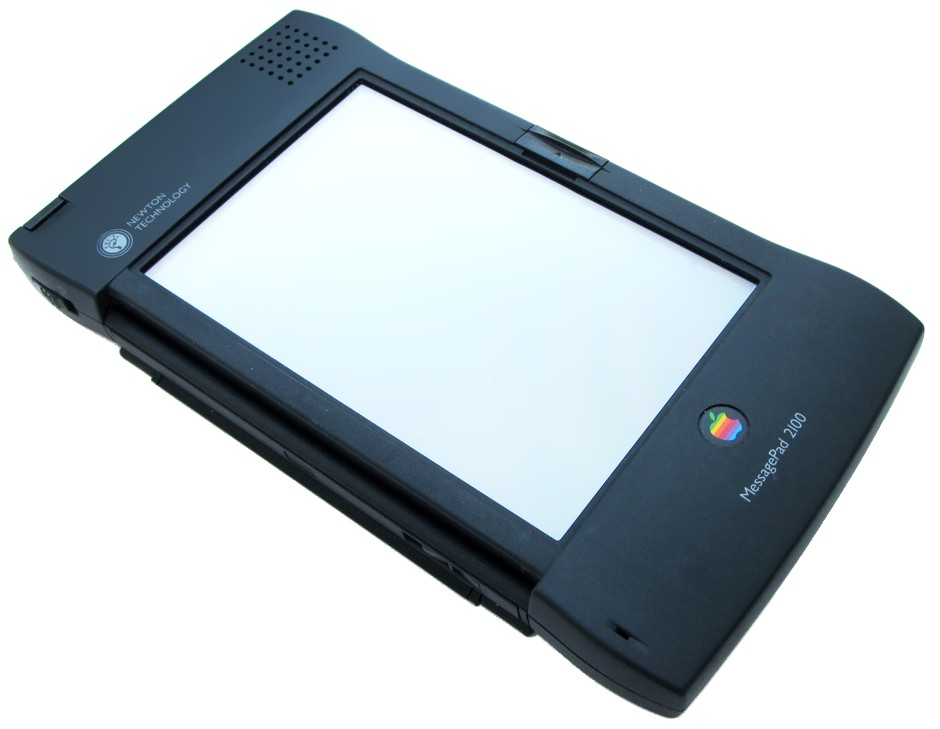
اپل نیوتن که در سال ۱۹۹۳ عرضه شد

تسلر متولد ۱۹۴۵در نیویورک و فارغ‌التحصیل دانشگاه استنفورد در کالیفرنیا بود. او در دهه ۶۰ میلادی کار خود را به عنوان یک محقق مسائل هوش مصنوعی و برنامه‌نویس آغاز کرد. اما استعداد تسلر از زمانی آشکار شد که در ۱۹۷۳ به عنوان پژوهشگر در کمپانی «زیراکس» مشغول کار شد. تخصص او، طراحی فرمان‌هایی برای آسان‌تر کردن کار با کامپیوتر بود.

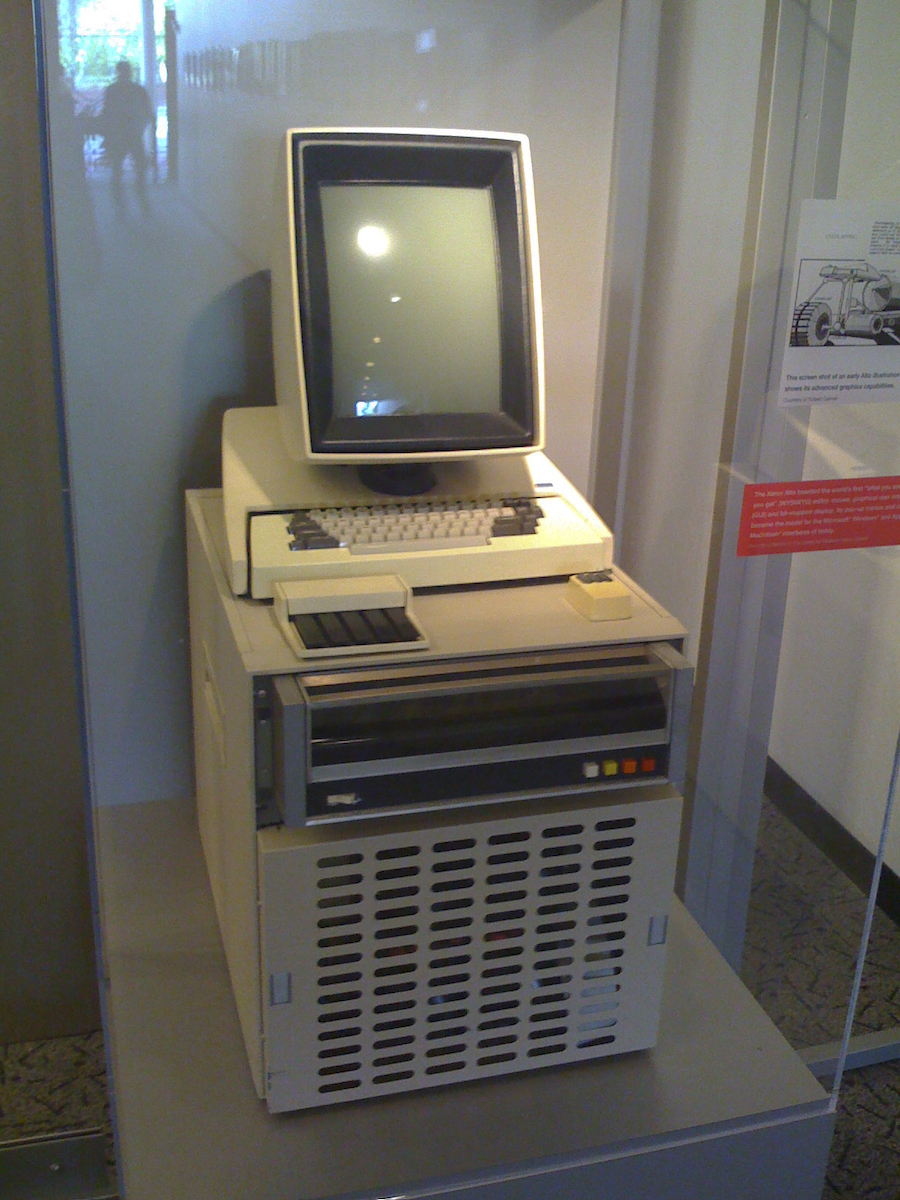
کامپیوتر زیراکس آلتو

تسلر در بین سال‌های ۱۹۷۳ تا ۱۹۷۶ بر روی برنامه‌ریزی سیستم Smalltalk-76 کار کرد. در آن زمان او راه‌حلی برای ذخیره‌سازی متن‌ها بر روی حافظهٔ داخلی کامپیوتر (کپی یا کات) و سپس انتقال آن به‌جای دیگری (پیست) پیدا کرد. لغات Cut, Copy و Paste هم از اصلاحات کتاب‌های چاپی برداشته شده‌اند؛ جایی که واقعاً متن‌ها با قیچی بریده (Cut) و بر روی کاغذ دیگری چسبانده (Paste) می‌شدند.
تسلر پس از زیراکس پارک، به‌عنوان کارشناس کامپیوتر در شرکت اپل استخدام شد و تا سال ۱۹۹۷ میلادی به کار خود در آنجا ادامه داد. او نقشی کلیدی در توسعه طیفی از محصولات شرکت اپل داشت و به عنوان نایب رئیس اپل نت و اپل ادونسد تکنولوژی گروپ فعالیت می‌کرد. پس از آن‌هم، تسلر با کار بر روی زیست‌فناوری، سمت معاون ارشد را در آمازون و یاهو به دست آورد.
لری تسلر در ۱۷ فوریه سال ۲۰۲۰ در سن ۷۴ سالگی درگذشت.